# Ерхет (станція)
Ерхет (монг. Эрхэт) — залізнична станція в Монголії, розташована на Трансмонгольській залізниці між станціями Бурал і Барунхара.
Розташована в однойменному селі. У часи існування СРСР поблизу станції розташовувалося радянське військове містечко, яке 1993 року було повернене Російською Федерацією Монголії.